# Henry Howard, II conte di Effingham
Henry Howard (23 agosto 1806 – 5 febbraio 1889) è stato un nobile, politico e militare britannico.

## Biografia
Era figlio del generale Kenneth Howard, I conte di Effingham e della prima moglie Lady Charlotte Primrose, figlia di Neil Primrose, III conte di Rosebery.
Frequentò la Harrow School e Londra.

### Carriera militare e politica
Entrò a far parte del 58º Regiment of Foot il 21 luglio 1825 e divenne luogotenente il 14 maggio 1826. Il 9 novembre 1830 divenne capitano del decimo Regiment of Foot, dando le dimissioni il 29 novembre 1833.
Venne eletto alla Camera dei comuni per lo Shaftesbury nel 1841, posto che mantenne fino al 1845, quando succedette a suo padre come conte di Effingham ed entrò a far parte della Camera dei lord. Il 17 febbraio 1845 venne nominato Deputy Dieutenant dello Wiltshire ed il 14 marzo 1853 Deputy Lieutenant del West Riding of Yorkshire.

### Famiglia
Sposò Eliza Drummond, figlia del generale Sir Gordon Drummond, nel 1832.
Ebbero diversi figli tra cui:
- Blanche Eliza Howard (16 giugno 1834 – 1840).
- Lady Maria Howard (3 agosto 1835 – ?).
- Henry Howard, III conte di Effingham (1837–1898).
- Frederick Charles Howard (21 giugno 1840 – 26 ottobre 1893), sposò nel 1871 Lady Constance Eleanora Caroline, figlia di George Finch-Hatton, XI conte di Winchilsea;
- Lady Alice Howard (8 marzo 1843 – ?);
- Kenneth Howard (14 giugno 1845 – 21 gennaio 1903);

Morì nel 1889 all'età di 82 anni e gli succedette il figlio Henry.